# Pluvier de Sainte-Hélène
Anarhynchus sanctaehelenae
Espèce
Synonymes
Charadrius sanctaehelenae
Statut de conservation UICN

 VU  : Vulnérable
Le Pluvier de Sainte-Hélène (Anarhynchus sanctaehelenae, anciennement Charadrius sanctaehelenae) ou Gravelot de Sainte-Hélène, est une espèce de petits limicoles appartenant à la famille des Charadriidae. Elle est endémique de l'île Sainte-Hélène.

## Description
Il est similaire au pluvier pâtre ; cependant, il est un peu plus large et l'on observe une absence de coloration chamois sur la poitrine et l'abdomen. Ses jambes sont grêles, d'où son surnom de wirebird.

## Taxinomie
C'est une espèce monotypique. Depuis la publication de la classification phylogénique de Sibley et Monroe (1990, 1993), cette espèce n'est plus considérée comme une sous-espèce du Pluvier pâtre (Anarhynchus pecuarius). Cette séparation a été conservée même après l'étude de Dowsett et Forbes-Watson (1993) qui en faisait à nouveau une sous-espèce.